# Oliver Norlyk
Oliver Amnitzbøll Norlyk (* 19. Januar 2000 in Vesthimmerlands Kommune) ist ein dänischer Handballspieler. 1,93 m große rechte Rückraumspieler spielt seit 2025 für den deutschen Bundesligisten Handball Sport Verein Hamburg.

## Karriere

### Verein
Oliver Norlyk kam in der Saison 2018/19 zu ersten Einsätzen für Aalborg Håndbold in der ersten dänischen Liga, der Håndboldligaen, und feierte am Saisonende die dänische Meisterschaft. Im Januar 2020 wechselte der Linkshänder zu Skjern Håndbold. Nach zweieinhalb Jahren unterschrieb er bei KIF Kolding. Seit 2025 spielt er für den Handball Sport Verein Hamburg.

### Nationalmannschaft
Norlyk bestritt 16 Länderspiele (23 Tore) für die dänische Junioren-Nationalmannschaft und 6 Spiele (9 Tore) für die dänische Jugend-Nationalmannschaft. Mit den Junioren erreichte er den 5. Platz bei der U-21-Handball-Weltmeisterschaft 2019 in Spanien.

## Privates
Seine jüngeren Brüder, die Zwillinge Victor und Magnus, spielen ebenfalls Handball. Sein Vater Lars ist Handballschiedsrichter in Dänemark.